# Азійський клубний чемпіонат 1967
Азійський клубний чемпіонат 1967 — перший розіграш азійського клубного турніру під егідою АФК. У ньому мали брати участь 8 клубів з 8 асоціацій, але на старт вийшли лише 6 клубів. Клуби з Ірану та Індії відмовилися від участі в турнірі. 
Переможцем турніру став ізраїльський Хапоель.

## Формат і учасники
Планувалося, що в турнірі братимуть участь 8 клубів із 8 асоціацій. Проте представники Ірану та Індії не взяли участь в турнірі, оскільки там не було професійних ліг. Клуби з Кореї та Ізраїлю стартували зі стадії півфіналу, решта клубів брали участь у двох попередніх раундах. Фінал відбувся у місті Бангкок.

### Список учасників
| Півфінал                  | Півфінал                         |
| ------------------------- | -------------------------------- |
| Хапоель (Тель-Авів)       | Корея Тангстен Компані (Йонволь) |
| Другий раунд              |                                  |
| відмовилися від участі    | відмовилися від участі           |
| Перший раунд              |                                  |
| Саут Чайна (Гонконг)      | Селангор (Шах-Алам)              |
| В'єтнам Кастомс (Хошимін) | Бангкок Банк (Бангкок)           |

## Результати

### Перший раунд
Матчі відбулися в період з 6 травня по 3 червня 1967 року.
| Команда 1  | Заг. | Команда 2       | 1-й матч | 2-й матч |
| ---------- | ---- | --------------- | -------- | -------- |
| Селангор   | 2:1  | В'єтнам Кастомс | 0:0      | 2:1      |
| Саут Чайна | 1:2  | Бангкок Банк    | 1:0      | 0:2      |

### Другий раунд
Перший матч вібувся 15 липня, а матч-відповідь 29 липня 1967 року.
| Команда 1 | Заг. | Команда 2    | 1-й матч | 2-й матч |
| --------- | ---- | ------------ | -------- | -------- |
| Селангор  | 1:0  | Бангкок Банк | 1:0      | 0:0      |

### 1/2 фіналу
Перший матч вібувся 16 вересня, а матч-відповідь 21 жовтня 1967 року.
| Команда 1              | Заг. | Команда 2 | 1-й матч | 2-й матч |
| ---------------------- | ---- | --------- | -------- | -------- |
| Корея Тангстен Компані | -:-  | Селангор  | 0:0      | 0:1      |
| Хапоель                | +:-  |           |          |          |

### Фінал
Фінал вібувся 19 грудня 1967 року в місті Бангкок.
| Команда 1 | Рахунок | Команда 2 |
| --------- | ------- | --------- |
| Хапоель   | 2:1     | Селангор  |

## Переможець
| Азійський клубний чемпіонат 1967 Переможець |
| ------------------------------------------- |
|                                             |
| Хапоель Перший титул                        |